# Os Enamorados

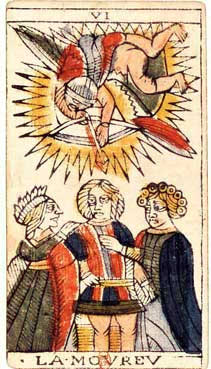
Os Amantes.

A carta dos Enamorados ou Namorados ou Amantes, é o sexto Arcano Maior do Tarot e é uma carta dupla: pode representar um homem dividido entre duas mulheres mas também pode representar simplesmente um casal. A carta remete para uma escolha, também pode simbolizar "o pecado". Tem o número VI e a letra hebraica VAU.

## Simbologia
Comprometimento e amor. 
Resumidamente, a carta significa atração, dúvida, indecisão, relacionamento afetivo, dualidade, duplicidade, união de opostos, caminhos a escolher e comunicação.

## Mensagem
É um momento propício para tomar decisões. Há barreiras que devem ser ultrapassadas. Tome a decisão com o coração.